# Pix'n Love Rush
Pix'n Love Rush est un jeu vidéo de plates-formes développé par Pastagames et édité par Bulkypix, sorti en 2010 sur iOS, Android, PlayStation Network et BlackBerry 10. Le jeu a été créé en collaboration avec les éditions Pix'n Love.

## Système de jeu
Le jeu propose des phases de plates-formes avec ou sans défilement latéral et vertical réparties au sein de 4 modes : Classic Rush, Rush maudit, Arc-en-ciel et Rush On/Off.
- Le mode Classic Rush demande au joueur de ne pas perdre toutes ses vies pendant 5 minutes. Il existe également une variante où le temps est illimité. Dans ce mode, quand le joueur attrape des bonus, cela change le rendu visuel du jeu : affichage inspiré de la Game Boy ou du Virtual Boy par exemple.

- Le mode Rush maudit, en noir et blanc, demande au joueur de ne pas tomber des plates-formes alors qu'il y a un défilement latéral.

- Le mode Arc-en-ciel s'inspire des runners : le joueur doit éviter des obstacles en faisant passer le personnage qu'il contrôle d'un rail à l'autre.

- Le mode Rush On/Off propose au joueur de parcourir un niveau à défilement latéral dans un sens donné, en récupérant des bonus "Soleil" et en évitant les bonus "Lune", et de le reparcourir, une fois arrivé au bout, dans l'autre sens, avec des règles de bonus inversées.

Le jeu est compatible avec l'iCade.

## Univers
Le jeu propose un univers pixelisé inspiré du retrogaming et reprend le personnage Pixel du jeu Arkedo Series 003 - PIXEL développé par Pastagames et édité par Arkedo Studio en 2009.

## Accueil
Le jeu a reçu de très bonnes critiques de la part de la presse spécialisée. Le site TouchArcade attribue au jeu la note de 4,5/5 et apprécie le fait que le jeu soit « parfaitement adapté à des sessions de jeu courtes ». Pocket Gamer donne 8,5/10 au jeu et vante son concept, son univers rétro, son graphisme et ses animations.  Gamekult souligne plusieurs qualités du jeu : une « identité graphique inimitable », une « ambiance sonore excellente » et une « difficulté motivante et bien dosée ».

## Postérité
Le jeu a été adapté pour être le jeu officiel de l'exposition Game Story au Grand Palais en 2012,.